# Mission Beach (San Diego)
Mission Beach es una comunidad costera en el océano Pacífico al oeste de Mission Bay y al este de San Diego. La arteria principal sobre Mission Beach es Mission Boulevard, en la cual está dividida entre South Mission, una península, y North Mission.
Mission Beach se expande por casi dos millas de océano, con una costanera en ambos lados de la bahía y el océano, entre Mission Bay al este y Pacific Beach al norte. La costanera ha sido separada y expandida por una línea amarilla para el tráfico peatonal en un lado y sillas de ruedas en el otro lado (cochecitos para bebés, bicicletas y patinetas). En el extremo sur de la playa se encuentra un embarcadero, con césped, estacionamiento y aceras peatonales que se extiende hasta el océano.

## Bares y vida nocturna
Mission Beach tiene muchos bares reconocidos. La mayoría de los bares del barrio son relajados, con estilo de playa para reuniones. Algunos de los bares más populares de Mission Beach incluyen a The Sandbar Sports Grill, The Beachcomber y The Pennant en South Mission, The Coaster Saloon y The Wave House, un bar costero con un barril de 8 pies (2,438 m.) de alto con una ola artificial llamada Bruticus Maximus y una pequeña piscina artificial para surf.